# Terremoti di New Madrid del 1811-1812

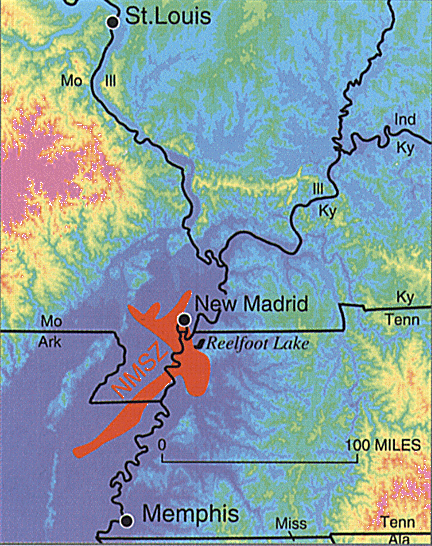
La faglia di New Madrid, con in rosso le zone ad alto rischio sismico.

I terremoti di New Madrid furono uno sciame sismico di almeno quattro scosse telluriche avvenuto al confine tra Tennessee, Arkansas, Kentucky e Missouri tra la fine del 1811 e l'inizio del 1812, concentrati nella zona della città di New Madrid. A causa dell'assenza di metodi di misurazione precisa della potenza dei terremoti le loro effettive specifiche sono sconosciute, ma sono stimati tutti tra il grado 7 e 8 della scala Richter.
Lo sciame sismico, immortalato da varie testimonianze d'epoca, devastò la frontiera americana e arrestò l'espansione statunitense verso ovest per alcuni anni. Il numero di vittime tra i coloni e i nativi americani è sconosciuto per via della popolazione sparsa e delle difficili comunicazioni del tempo, ma è stimato almeno in diverse centinaia.

## Eventi sismici

### 16 dicembre 1811
La prima scossa di terremoto nella zona avvenne nell'Arkansas nordorientale la notte del 16 dicembre 1811, alle ore 02:15 circa, seguita da decine di scosse di assestamento nelle ore successive, tutte comprese tra il grado 6 e 7 della scala Richter. I danni furono limitati ma diffusi: migliaia di alberi si spezzarono, la maggior parte degli edifici dei coloni crollò parzialmente e numerosi tratti di territorio aumentarono o diminuirono di altitudine, quest'ultimi venendo in breve tempo inondati dal fiume Mississippi e formando dei geyser temporanei. Le scosse sismiche resero agitate le acque del grande fiume, facendo capovolgere numerose barche e rendendo la navigazione pericolosa per molte ore. Cinque ore più tardi avvenne la seconda scossa di terremoto degna di nota, di grado Richter 7 e con epicentro presso la città di New Bourbon.
Le continue scosse furono così potenti da essere avvertire distintamente perfino in Canada e a Washington (dove il presidente degli Stati Uniti James Madison fu svegliato dalla violenza del terremoto), causando crolli anche in città lontane come Cincinnati.

### 23 gennaio 1812
Un mese più tardi, dopo un apparente assestamento del territorio, il 23 gennaio 1812 la terra tremò nuovamente, raggiungendo un'intensità di 7.5 gradi Richter. L'epicentro era ora presso New Madrid, che avrebbe dato il nome allo sciame sismico. Gli abitanti, ormai preparati a simili eventi, riuscirono a mettersi per la maggior parte in salvo, anche se il territorio della frontiera fu nuovamente devastato.

### 7 febbraio 1812
La quarta e ultima scossa di terremoto degna di nota fu anche la più potente, raggiungendo quasi 8 gradi Richter il 7 febbraio successivo. Durante questo sommovimento New Madrid fu completamente distrutta, e gravi danni si registrarono anche a Saint Louis; in vasti tratti i tremori furono così violenti da far ribollire le acque del Mississippi facendole scorrere al contrario. In Tennessee la scossa creò un nuovo lago, il Reelfoot Lake, che si formò dopo un'improvvisa depressione del terreno adiacente al Mississippi.

## Conseguenze
Le scosse distrussero larghe zone della frontiera, rallentando l'espansione coloniale verso ovest per alcuni anni. I Cherokee e i Creek interpretarono i terremoti come un segno inviato dal capotribù Tecumseh, spingendoli quindi ad avviare la guerra creek contro il governo degli Stati Uniti, conflitto che si sarebbe sovrapposto ben presto con la guerra del 1812 contro il Regno Unito.

## Studi successivi
Numerose furono le testimonianze contemporanee dei terremoti, come quella del futuro governatore dell'Illinois John M. Reynolds e del botanico John Bradbury, entrambi sopravvissuti alle scosse. Gli eventi del 1811-1812 fecero capire che la zona di New Madrid era ad alto rischio sismico, cosa confermata da successivi terremoti nel 1843 e nel 1895. Nel XX secolo studi geologici confermarono l'esistenza di una larga faglia, la faglia di New Madrid, risalente a 500 milioni di anni fa e tuttora attiva.